# Hallam Foe
Hallam Foe is een Schotse dramafilm uit 2007 onder regie van David Mackenzie. De wereldpremière hiervan was op 16 februari 2007 op het Internationaal filmfestival van Berlijn, waar de productie een Zilveren Beer voor beste filmmuziek (ook door Mackenzie) en de Prize of the Guild of German Art House Cinemas won. Daarnaast won de film verschillende andere internationale prijzen, waaronder een Schotse BAFTA Award (voor hoofdrolspeelster Sophia Myles).
In de Verenigde Staten heet de film Mister Foe.

## Verhaal
De Schotse jongen Hallam Foe (Jamie Bell) heeft de opmerkelijke gewoonte om mensen te bespioneren. Sinds de dood van zijn moeder gebruikt hij deze eigenschap om erachter te hoe zij aan haar einde is gekomen. Hallam heeft aanwijzingen dat zijn aantrekkelijke stiefmoeder Verity Foe (Claire Forlani) verantwoordelijk is voor haar dood. Maar omdat hij bang is dat hij haar niet kan weerstaan, vlucht Hallam naar Edinburgh. Daar ziet hij de mooie Kate Breck (Sophia Myles), een vrouw die heel erg op zijn moeder lijkt. Overdag zoek hij haar op en 's nachts zit hij op het dak van de stad om haar en de rest van Edinburgh in de gaten te houden. Uiteindelijk slaagt Hallam er zelfs om Kate ervan te overtuigen hem gezelschap te houden.

## Rolverdeling
- Jamie Bell - Hallam Foe
- Sophia Myles - Kate Breck
- Ciarán Hinds - Julius Foe
- Claire Forlani - Verity Foe
- Ewen Bremner - Andy
- Maurice Roëves - Raymond
- Jamie Sives - Alasdair